# 明科フィッシングランド
明科フィッシングランド（あかしなフィッシングランド）は，かつて長野県安曇野市明科に存在した複合娯楽施設である。

## 概要
1966年（昭和41年）に長野県企業局が4000万円で鉄筋コンクリート2階建て（延べ338 m2）の水族館施設を長野県水産指導所（現 長野県水産試験場）の施設内に建設。施設名を「明科フィッシングランド」とし，1967年（昭和42年）4月22日に「水郷あかしな」のランドマークとして開園した。経営は明科町2割，松本電鉄株式会社8割の出資により設立した明科観光開発株式会社（昭和41年10月15日 社長＝滝沢知足，資本金1000万円）が行った。水族館の周辺12,000 m2もあわせて開発し，遊園地やプール，ドライブインなどを併設した。これら観光事業の従業員数は，開園前の段階で女性12名，男性8名の計20名であった。
開園当時は，物珍しさもあり，年間約12万人が入場。4月や5月の連休，お盆などには家族づれ等により賑わいをみせ，学校遠足のコースとしても利用された。
水族館には熱帯魚を中心に淡水魚，海水魚約200種類が飼育され，海のない長野県で熱帯魚が鑑賞できる貴重な施設であった。
しかし，国道から離れているのに入り口がわかりにくいといったPR不足や，冬季の客足の減少に加えて，電気代や人件費など維持管理費がかさみ，1972年（昭和47年）年度末の累積赤字は約5,000万円にもなった。このため，松本電鉄株式会社は1971年（昭和46年）6月ごろから明科町に，「水族館を閉館したい」と要望。1972年（昭和47年）3月末日に，わずか5年間という短い期間で幕を閉じた。
その後，水族館は明科町が買取，2,100万円で改造され，1977年（昭和52年）に近代的な公民館資料館として使用された。

## 入園料
- 大人100円，子供50円
- 団体（30名以上）大人80円，子供30円

## 施設
- 水族館[3] （明るいグレーの壁に，空色を配した外観）
- 遊園地[3]
- 竜宮閣[3]（水族館の2階にあったレストラン。ニジマス料理と風呂を楽しめた）
- ニジマス釣り堀（同敷地内の長野県漁連が経営していたと推察される[6]）
- 猿や鹿などを集めた小さな動物舎
- 屋形船による鵜飼（鵜飼い漁 をしている写真の掲載あり[3] ）
- 岩石園
- プール（明科フィッシングランド閉館後，昭和56年に明科町営の龍門淵公園プールとして開設[5]）
- ドライブイン
- 犀川でのアルプスライン舟下り[2]（定期船大人450円，子供350円。貸切船1隻10,000円で川魚付）

## 水族館で飼育されていたと思われる動物
- ブラックピラニア[2]
- レッドフィンバルブと思われる魚[3]
- ピラルク（[2]には「アラピマという電気うなぎ」と紹介されているが，ピラルクの属名Arapaimaのことだと思われる）
- フンボルトペンギン[2]
- ワニ（北米産アリゲーターとあるので[2]，アメリカアリゲーターだと推察される）